# شلبرن، نوا اسکوشیا
شلبرن، نوا اسکوشیا (به انگلیسی: Shelburne, Nova Scotia) یک شهرک در کانادا است که در شهرستان شلبرن، نوا اسکوشیا واقع شده‌است.

## خصوصیات
شلبرن  ۱٬۶۸۶ نفر جمعیت دارد.